# Polystichum heterolepis
Polystichum heterolepis är en träjonväxtart som beskrevs av Fée. Polystichum heterolepis ingår i släktet Polystichum och familjen Dryopteridaceae. Inga underarter finns listade.